# Houston Oilers 1983
La stagione 1983 degli Houston Oilers è stata la 14ª della franchigia nella National Football League, la 24ª complessiva. La squadra terminò con un record di 2-14 subendo 460 punti, il peggior risultato della sua storia.

## Scelte nel Draft 1983

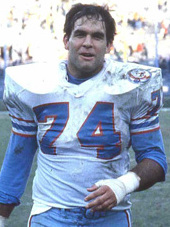
Bruce Matthews fu scelto come nono assoluto nel Draft 1983

Nel Draft NFL 1983 gli Oilers scelsero il futuro membro della Pro Football Hall of Fame Bruce Matthews che, tra gli anni da giocatore e assistente allenatore, sarebbe rimasto ininterrottamente con la franchigia fino al 2013.

## Calendario
| Stagione regolare |                         |           |
| Turno             | Avversario              | Risultato |
| 1                 | Green Bay Packers       | S 41–38   |
| 2                 | at Los Angeles Raiders  | S 20–6    |
| 3                 | Pittsburgh Steelers     | S 40–28   |
| 4                 | at Buffalo Bills        | S 30–13   |
| 5                 | at Pittsburgh Steelers  | S 17–10   |
| 6                 | Denver Broncos          | S 26–14   |
| 7                 | at Minnesota Vikings    | S 34–14   |
| 8                 | Kansas City Chiefs      | S 13–10   |
| 9                 | at Cleveland Browns     | S 25–19   |
| 10                | Cincinnati Bengals      | S 55–14   |
| 11                | Detroit Lions           | V 27–17   |
| 12                | at Cincinnati Bengals   | S 38–10   |
| 13                | at Tampa Bay Buccaneers | S 33–24   |
| 14                | Miami Dolphins          | S 24–17   |
| 15                | Cleveland Browns        | V 34–27   |
| 16                | at Baltimore Colts      | S 20–10   |

## Classifiche
| AFC Central            | AFC Central | AFC Central | AFC Central | AFC Central | AFC Central | AFC Central | AFC Central | AFC Central | AFC Central |
|                        | V           | S           | P           | %           | DIV         | CONF        | PF          | PA          | Str.        |
| ---------------------- | ----------- | ----------- | ----------- | ----------- | ----------- | ----------- | ----------- | ----------- | ----------- |
| Pittsburgh Steelers(3) | 10          | 6           | 0           | .625        | 4–2         | 8–4         | 355         | 303         | S1          |
| Cleveland Browns       | 9           | 7           | 0           | .563        | 3–3         | 7–5         | 356         | 342         | V1          |
| Cincinnati Bengals     | 7           | 9           | 0           | .438        | 4–2         | 4–8         | 346         | 302         | S1          |
| Houston Oilers         | 2           | 14          | 0           | .125        | 1–5         | 1–11        | 288         | 460         | S1          |